# Port lotniczy Comiso
Port lotniczy Comiso (IATA: CIY, ICAO: LICB) – port lotniczy położony 5 km na północ od Comiso, w regionie Sycylia, we Włoszech.

## Historia
W lecie 1937 rozpoczęto prace nad budową portu lotniczego Comiso. Zakończyły się one tego samego roku, a lotnisko uznano za otwarte.
W listopadzie 1972 została podjęta decyzja o zamknięciu lotniska dla ruchu cywilnego. W sierpniu 1981 Rada Ministrów Włoch zdecydowała się zlokalizować największą europejską bazę rakietową NATO właśnie w Comiso. W 1999 zapadła decyzja, że lotnisko będzie pełniło rolę ośrodka NATO do zakwaterowania prawie pięciu tysięcy uchodźców z Kosowa.

## Linie lotnicze i połączenia
| Linia lotnicza | Kierunek                                                                              |
| -------------- | ------------------------------------------------------------------------------------- |
| Aeroitalia     | 1. Mediolan-Bergamo 2. Bolonia 3. Mediolan-Linate 4. Neapol 5. Piza 6. Rzym-Fiumicino |
| EasyJet        | 1. Mediolan-Malpensa Sezonowo: 1. Neapol                                              |
| GoTo Fly       | Sezonowo: 1. Forlì                                                                    |
| Transavia      | Sezonowo: 1. Paryż-Orly                                                               |
| Volotea        | 1. Turyn 2. Werona Sezonowo: 1. Bari                                                  |

Port lotniczy w przeszłości obsługiwał loty komercyjne włoskiego narodowego przewoźnika Alitalia oraz irlandzkich tanich linii lotniczych Ryanair.
W 2018 z usług portu lotniczego skorzystało 424 487 pasażerów, odbyło się 3709 operacji oraz nie odnotowano żadnego ruchu cargo.

## Dane techniczne
Port lotniczy posiada drogę startową w kierunku 05/23, o długości 2460 m oraz szerokości 45 m.
Port lotniczy znajduje się na wysokości 189 m n.p.m. oraz posiada radiowy system nawigacyjny ILS.